# Pentactella leoninoides
Pentactella leoninoides is een zeekomkommer uit de familie Cucumariidae.
De wetenschappelijke naam van de soort werd in 1925 gepubliceerd door Theodor Mortensen.